# Pseudonautia geniculapicta
Pseudonautia geniculapicta is een rechtvleugelig insect uit de familie Romaleidae. De wetenschappelijke naam van deze soort is voor het eerst geldig gepubliceerd in 1922 door Bruner.